# دیر علا
دیر علا (به عربی: دیر علا) یک منطقهٔ مسکونی در اردن است که در استان بلقاء واقع شده‌است. دیر علا ۷٬۳۲۱ نفر جمعیت دارد و -۳۱۴ متر بالاتر از سطح دریا واقع شده‌است.